# 도쿄 임해 고속철도 70-000형 전동차
도쿄 임해 고속 철도 70-000형 전동차(일본어: 東京臨海高速鉄道70-000形電車)는 1996년 3월 30일부터 운행하고 있는 도쿄 임해 고속 철도 린카이 선의 전동차이다.
이 차량은 JR 동일본 사이쿄 선과 직결 운행에 투입할 목적으로 제작되었다.
전 편성이 가와사키 중공업에서 제조되었다.

## 역사
- 1996년 3월 30일 : 도쿄 임해 고속 철도 린카이 선 도입 및 사이쿄 선 직결 운행
- 2004년 11월 : 전 편성 10량화 (전 달 까지는 6량 편성이 존재 했었음)

## 편성
- 현재 70-000형은 10량 편성으로 운용하고 있으며 린카이 선, JR 동일본 사이쿄 선에서 운행하고 있다. 편성은 다음과 같으며 3호차, 6호차, 9호차의 경우 팬터그래프가 존재한다.[1]

| 호차 | 1      | 2      | 3      | 4      | 5      | 6      | 7      | 8      | 9      | 10     |
| ---- | ------ | ------ | ------ | ------ | ------ | ------ | ------ | ------ | ------ | ------ |
| 명칭 | Tc2B   | M2A    | M1A    | T2A    | M2B    | M1A    | T2A    | M2A    | M1A    | Tc2A   |
| 번호 | 70-xx9 | 70-xx8 | 70-xx7 | 70-xx6 | 70-xx5 | 70-xx4 | 70-xx3 | 70-xx2 | 70-xx1 | 70-xx0 |

## 운행 노선
- 도쿄 임해 고속 철도 린카이 선
- 사이쿄 선 - 직결 운행

## 사진

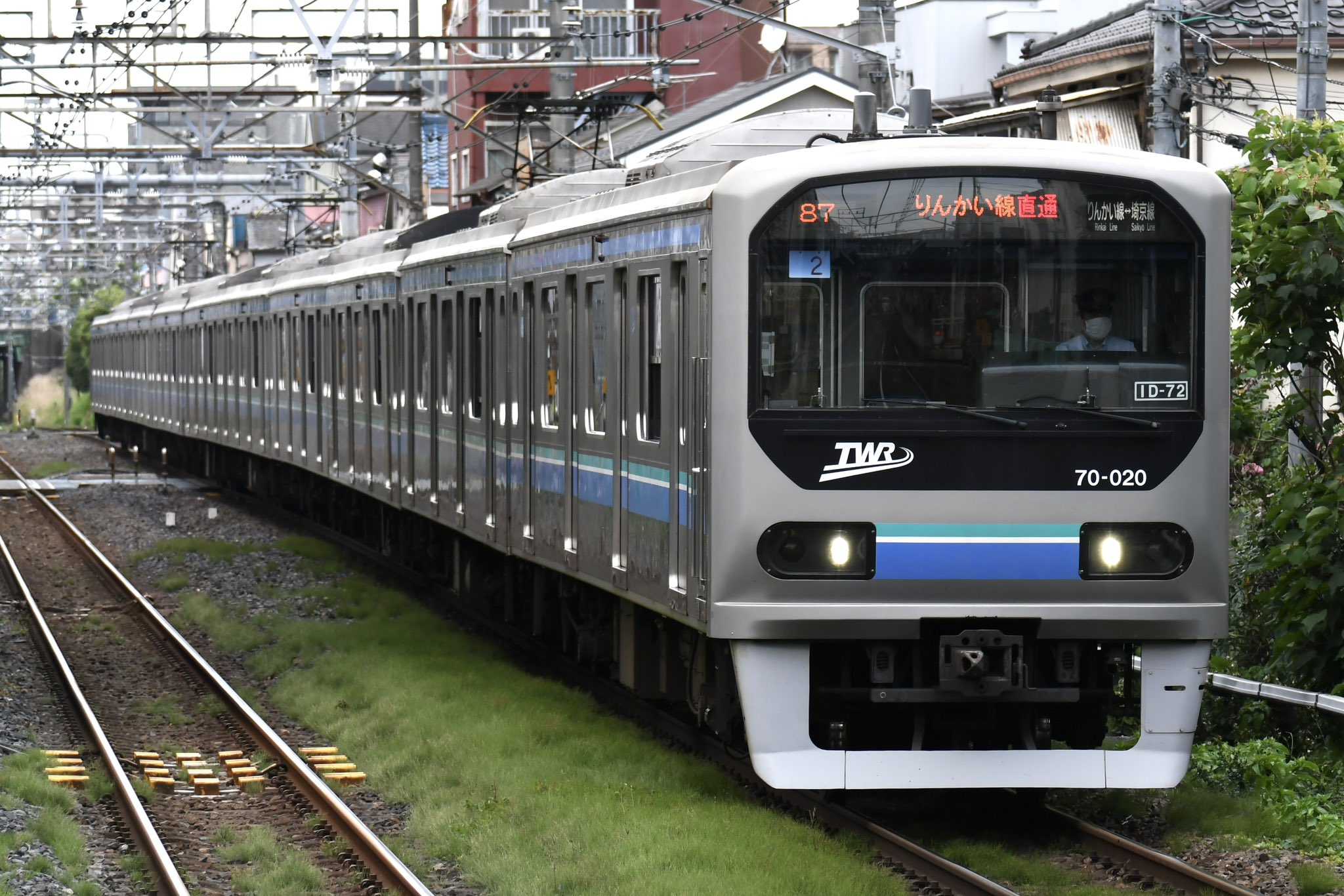
2004년 10월까지 존재했던 6량 편성. 바람막이 6량과 내걸 수 (도쿄 텔레포트 역, 2004년 7월 16일).
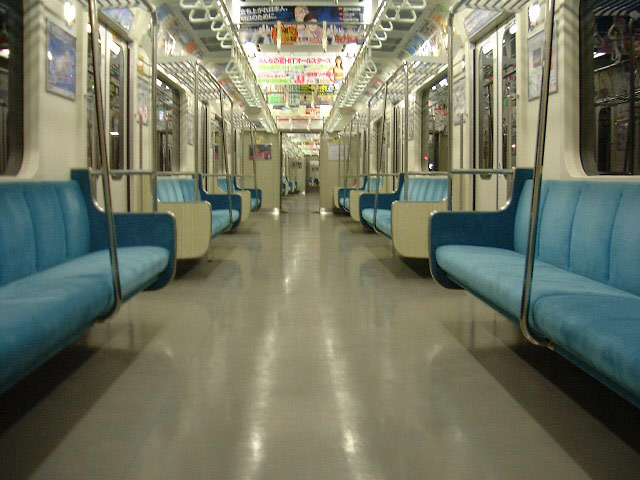
차내의 모습 (2002년 5월 25일)
LED식 행선 표시기 70-000형

## 참고 자료
- 車輌について, 도쿄 임해 고속 철도 70-000형 전동차, 2010년 7월 1일
- "東京臨海高速鉄道70-000形" 철도 팬 No. 418 (1996년 2월), p. 68
- 도쿄 임해 고속 철도의 공식 안내 (일본어)